# Зайцева, Мария Петровна
Мария Петровна Зайцева (1915—1989) — советский передовик производства в сельском хозяйстве. Герой Социалистического Труда (1966).

## Биография
Родилась 22 июля 1915 года в Котельническом районе Кировской области в крестьянской семье.
Трудовую деятельность начала в 1930 году с пятнадцати лет — дояркой в колхозе. В конце 1930-х годов с семьёй переехала в Сибирь. Жили и работали в селе Никольском, потом в селе Сарапулка, Новосибирской области. Муж М. П. Зайцевой погиб в 1942 году на фронте под Сталинградом.
В 1958 году М. П. Зайцева с семьёй переехала в племенной совхоз № 655 (совхоз «Луговской» Новосибирского района) и стала работать дояркой.
22 марта 1966 года Указом Президиума Верховного Совета СССР «за выдающиеся успехи в развитии животноводства» Мария Петровна Зайцева была удостоена звания Героя Социалистического Труда с вручением Ордена Ленина и золотой медали «Серп и Молот».
В 1967 году за четыре месяца надоила от 26 коров 381 центнер молока, или по 1467 килограммов от каждой коровы.
Неоднократно избиралась депутатом сельского, районного и Новосибирского областного Советов народных депутатов. В 1968 году стала делегатом XIV съезда профсоюзов СССР.
С 1970 года — на пенсии.
Скончалась 16 апреля 1989 года, похоронена в селе Раздольном, Новосибирской области.

## Награды
- Медаль «Серп и Молот» (22.03.1966)
- Орден Ленина (22.03.1966)